# Кадниково (Псковская область)
Ка́дниково — деревня в Опочецком районе Псковской области. Входит в состав Матюшкинской волости.
Расположена в 12 км к северу от города Опочка, между левобережьем реки Великая и автодорогой М20 (участок Опочка — Псков).
Численность населения составляет 22 жителя (2000 год).